# Manuel Breva Perales
Manuel Breva Perales (?- Castelló de la Plana, 29 d'agost de 1936) fou un advocat i polític valencià, germà de Francisco Breva Perales. Es llicencià en filosofia i lletres i inicialment milità en Comunió Tradicionalista, però després es va passar al Partit Conservador, dins el sector d'Antoni Maura, del qual en fou el principal dirigent a la província de Castelló. Fins al 1918 va dirigir La Gaceta de Levante i fou diputat provincial de Castelló de 1919 a 1923. Durant la Dictadura de Primo de Rivera es va afiliar a la Unión Monárquica Nacional. De març de 1930 a febrer de 1931 fou nomenat alcalde de Castelló, i des del 1931 es va afiliar a la Derecha Regional Agraria, de la qual el 1935 en fou membre del Consell Provincial. Quan esclatà la guerra civil espanyola fou fet presoner per milicians del Front Popular i el 29 d'agost del 1936 fou afusellat a Castelló amb 55 presoners més, entre ells Francisco Javier Bosch Marín, José Pascual Viciano, Manuel Cosín Fabregat i Juan Mut Armengol.

## Obres
- Rudimentos de derecho (1915)